# Piedras Negras (romváros)
Piedras Negras romváros Guatemalában, Petén megyében. A legnagyobb az eddig feltárt Usumacinta folyó menti romvárosok közül.

## Nevének eredete
Eredeti neve Yokib' vagy Yo'k'ib', ami talán azt jelenti: "bejárat". Talán azért, mert a helyszínen egy 100 méter széles víznyelő volt, amelyről úgy gondolták, hogy bejárat a szellemvilágba.

## A hely

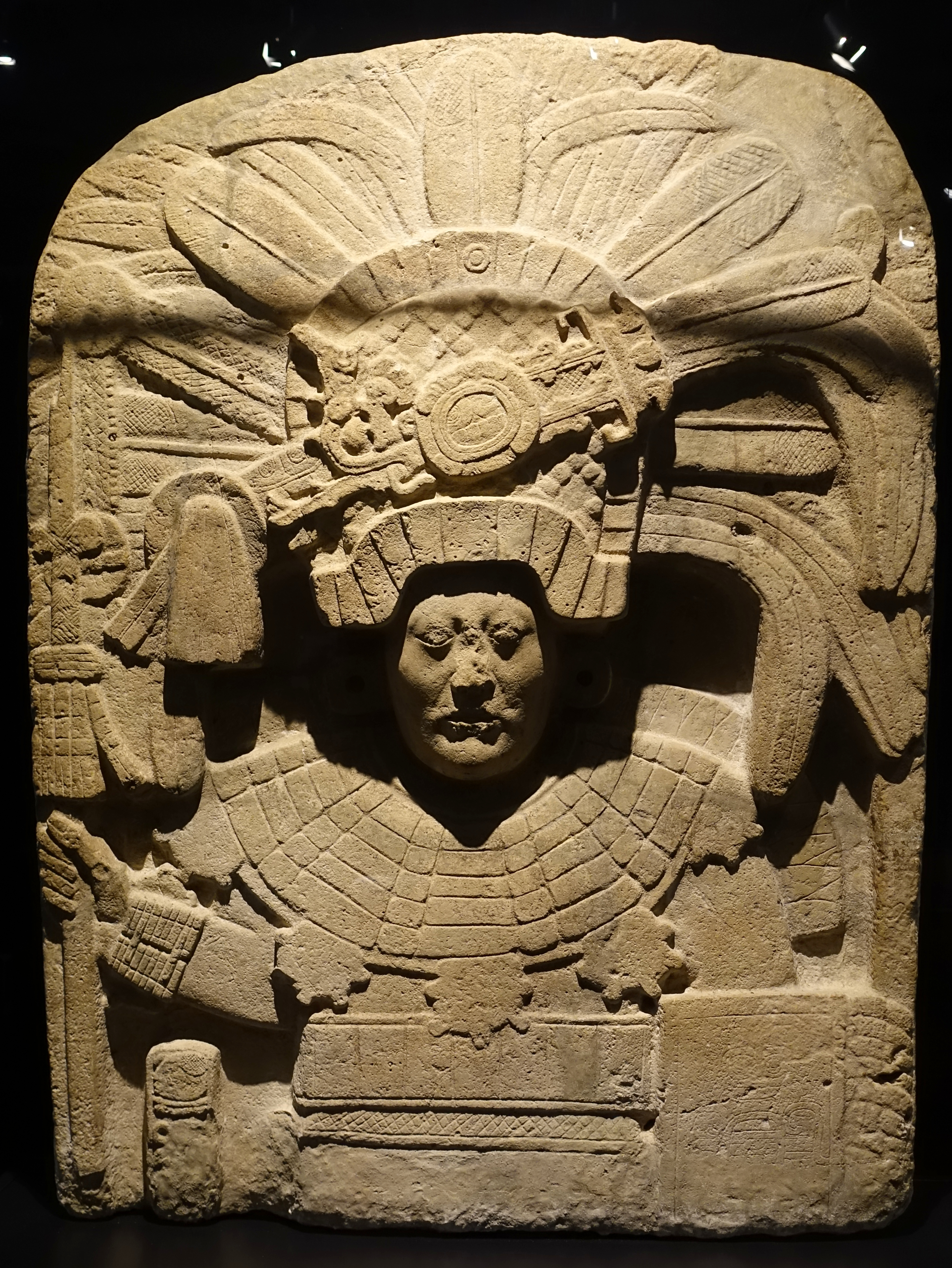
A 2. Király 36 évesen, 662-ben legyőzte Santa Elenát.

Piedras Negras kiterjedt területét két fő építészeti komplexum uralja, a Déli csoport (szertartási központ a 2. Király uralkodásának első feléig), és a Nyugati csoport, (szertartási központ a 2. Király uralkodásának második felétől) de kisebb struktúrák is találhatók sűrűn szétszórva körülöttük. A városnak a 7. században kialakult dominanciáját nagyrészt a folyó feletti ellenőrzés biztosította. Ezen a vízi kereskedelmi útvonalon kakaót, sót, gyapotot, obszidiánt, jádét, tollakat és kagylókat szállítottak észak, a Mexikói-öböl felé. Piedras Negras két központja gondosan faragott polgári és vallási épületekből áll. A labdajátékterek, mészkőszobrok és piramistemplomok többsége a nyolcadik században épült, amikor a város nagy hatalmú és gazdag volt. Kiemelkedő épülete például El Mascarón spanyol nevű lépcsőzetes piramis, amit a lépcsőit díszítő hatalmas kőmaszkokról neveztek el.

### Déli csoport
A Déli Csoport két részből áll. Számos korai uralkodó sztéléje található itt. A pálya délnyugati oldalán található az R-3 (9,5 méter magas) és az R-4 (14 méter magas) elnevezésű két piramis, amelyek egy közös platform tetején helyezkednek el. Mindegyiknek van egy központi lépcsője, amely egyetlen kamratemplomhoz vezet. Az ezen a platformon végzett ásatások feltárták annak középső preklasszikus alszerkezeti alapjait. Az R-9 és R-10 piramisok a tér délkeleti oldalán találhatók. Ezek egyedi piramis szerkezetek, templomok koronázzák őket, amelyek központi lépcsőkön keresztül érhetők el. Az északnyugati plaza oldalon található az R-5 piramis, melynek egyetlen temploma ikeroszlopok között érhető el, és eléri a 13 méter magasságot a pláza padozatától. A tér északkeleti oldalán számos építmény található, köztük egy labdajátékpálya, az R-11a/b piramis, és valószínűleg az elit lakóövezete.

### Nyugati csoport
A Nyugati csoport ad otthont a legfontosabb komplexumoknak és építményeknek, amelyek egy nagy térre néznek. Az Akropolisz néven ismert komplexum a tér teljes délnyugati oldalán található, polgári és lakóközpontként azonosítják. Sok építmény itt kőboltozattal volt fedve.

## Története, uralkodói
| Névglifa | Uralkodó                                      | Uralkodott                           |
| -------- | --------------------------------------------- | ------------------------------------ |
|          | A király                                      | 460 k.                               |
|          | B király                                      | 478 k.                               |
|          | Teknősfog                                     | 508 előtt - 510 után                 |
| -        | C király                                      | 514. június 30. (?) - 518 után       |
| ...      |                                               |                                      |
|          | I. K' inich Yo'nal Ahk                        | 603. november 14. - 639. február 3.  |
|          | 2. Király (* 626. május 22.)                  | 639. április 12. - 686. november 15. |
|          | II. K' inich Yo'nal Ahk (* 664. december 29.) | 687. január 2. - 729                 |
|          | 4. Király (* 701. november 18.)               | 729. november 9. - 757. november 26. |
|          | III. Yo'nal Ahk                               | 758. március 10. - 767               |
|          | Ha' K'in Xook                                 | 767. február 14. - 780. március 24.  |
|          | 7. Király (* 750. április 7.)                 | 781. május 31. - 808?                |

A Piedras Negras-i emlékművek felirataival kezdődött a hieroglifák megfejtése, és az ezeréves homályból először Usumacinta-parti város királyai emelkedtek ki. Piedras Negras különleges helyet foglal el a mezoamerikai régészet történetében; Tatiana Proskuriakoff az itteni feliratok vizsgálata során ,,törte fel" a maja hiegrolifák kódját, és ez tette lehetővé a klasszikus kor megismerését. A lelőhelyen először, 1931 és 1939 között, a Pennsylvaniai Egyetem Egyetemi Múzeuma, 1997 óta egy guatemalai-amerikai közös projekt keretében Stephen Houston és Héctor Escobedo végez ásatásokat.